# Gnoma admirala
Gnoma admirala là một loài bọ cánh cứng trong họ Cerambycidae.